# Agriocnemis naia
Agriocnemis naia là một loài chuồn chuồn kim trong họ Coenagrionidae.
Agriocnemis naia được Fraser miêu tả khoa học năm 1923.